# Estação Cidade Universitária (Metropolitano de Lisboa)
Cidade Universitária é uma estação do Metropolitano de Lisboa. Situa-se no concelho de Lisboa, em Portugal, entre as estações Campo Grande e Entre Campos da Linha Amarela. Foi inaugurada a 14 de outubro de 1988 no âmbito da expansão desta linha à zona da Cidade Universitária de Lisboa.

## Descrição

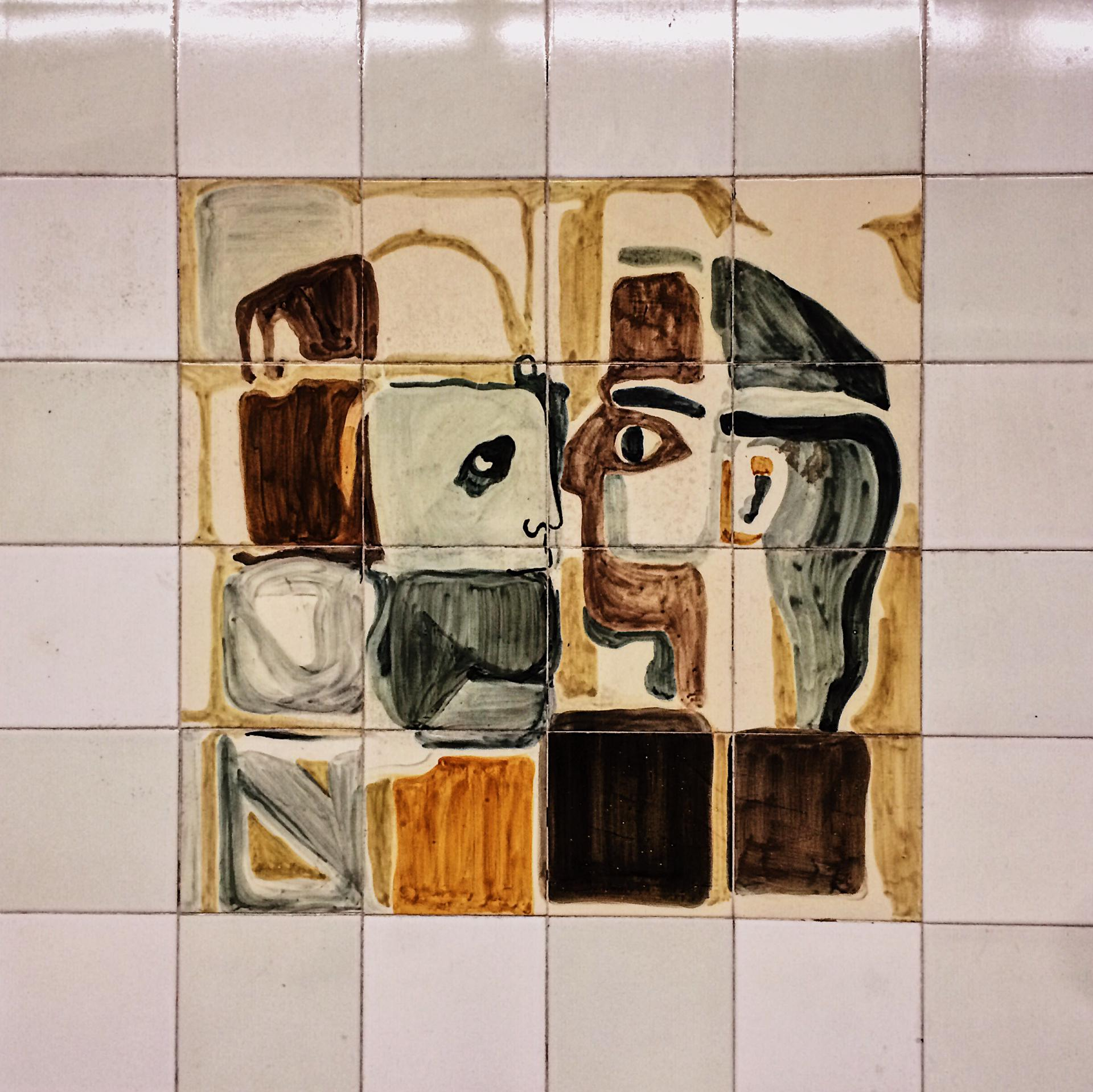
Pormenor decorativo, Maria Helena Vieira da Silva, 1988, Lisboa, Portugal

Esta estação está localizada na Av. Prof. Gama Pinto, possibilitando o acesso à Cidade Universitária de Lisboa, à Torre do Tombo e ao Hospital de Santa Maria. O projeto arquitetónico é da autoria do arquiteto Sanchez Jorge e as intervenções plásticas da pintora Maria Helena Vieira da Silva, transpostas para azulejo pelo pintor e ceramista Manuel Cargaleiro.

## História
Após cerca de 10 meses de obra, no dia 31 de maio de 2022, foram inaugurados 3 novos elevadores na estação, um com ligação à superfície da Av. Prof. Gama Pinto e os outros dois com ligação a cada uma das plataformas.

## Acessos
Esta estação conta com três acessos pedonais e um elevador entre o átrio e a superfície:
- Acesso 1 - está localizado no passeio sul da Alameda da Universidade, próximo do entroncamento com a Av. Prof. Gama Pinto. Está direcionado para nordeste e conta com escadas pedonais.
- Acesso 2 - está localizado no passeio poente da Av. Prof. Gama Pinto, próximo da Cantina Velha da Universidade de Lisboa. Está direcionado para norte e conta com escadas pedonais.
- Acesso 3 - está localizado no passeio poente da Av. Prof. Gama Pinto, próximo da Cantina Velha da Universidade de Lisboa. Está direcionado para sul e conta com escadas pedonais.
- Elevador - está localizado no passeio poente da Av. Prof. Gama Pinto, próximo da Cantina Velha da Universidade de Lisboa, direcionado para norte.